# Свадьба (фильм, 1954)
«Свадьба» (ит. «Il matrimonio») — итальянский комедийный фильм 1954 года режиссёра Антонио Петруччи.
По мотивам пьес А. П. Чехова: «Предложение», «Медведь» и «Свадьба».

Необычная костюмированная комедия, вдохновленная тремя разными произведениям Антона Чехова. Однако это не три отдельных эпизода, а две истории, которые в конечном итоге переплетаются, и вольно сливаются на свадебном обеде.
Оригинальный текст (итал.)Insolita commedia in costume ispirata a tre atti unici di Anton Cechov. Non si tratta però di tre episodi separati ma di due storie che finiscono per intrecciarsi e una grossolana conclusione al pranzo di nozze con

## Сюжет
Ломов, богатый помещик, собирается попросить руки Натальи Чубуковой, дочери его лечащего врача. По дороге к ней он решает выпить по рюмочке со своим приятелем Смирновым. Тот, угрюмый человек, глубоко ненавидящий женщин, говоря о браке, выделяет из этого отрицательные стороны, и его речи производят такое впечатление на Ломова, что он почти отказался бы от своей цели. Приехав к Натальей он вместо сватовства начинает с ней ссорится, и только вмешательство отца возвращает его в нужное русло.
В это время Смирнов едет улаживать вопрос о старом долге к молодой вдове Елене Ивановне Поповой, чей муж задолжал ему деньги. У неё есть деньги, чтобы отдать долг, но она вовсе не собирается отдавать долг…. Женоненавистник попадает под её женское очарование, и после скандала и ругани эта парочка решает, что они созданы друг для друга.
Все герои встречаются во время свадебного банкета, устроенном по поводу женитьбы других персонажей — Дашеньки и Апломбова. Мать невесты, желая, чтобы всё было по высшему разряду, приглашает присутствовать генерала, который оказывается вовсе не генерал…

## В ролях
- Витторио Де Сика — Григорий Стефанович Смирнов, помещик
- Сильвана Пампанини — Елена Ивановна Попова, помещица, вдова
- Альберто Сорди — Иван Васильевич Ломов
- Валентина Кортезе — Наталья Стефановна Чубукова
- Гульельмо Барнабо — Степан Степанович Чубуков
- Карло Спозито — Эпаминонд Максимович Апломбов, жених
- Пина Боттин — Дашенька, невеста
- Аве Нинчи — Настасья Тимофеевна Жигалова, мать невесты
- Густаво Серена — Евдоким Захарович Жигалов, отец невесты
- Франко Скандурра — Андрей Андреевич Нюнин
- Нино Милано — Харлампий Спиридонович Дымба, греческий купец
- Биче Валори — Анна Мартыновна Снаткина, акушерка
- Аттилио Мартелла — Иван Михайлович Ять, телеграфист
- Витторина Бенвенути — Мария, горничная вдовы Поповой
- Питер де Сантис — Иван, слуга вдовы Поповой
- Бруно Смит — Лука, лакей
- Ренато Рашель — Дмитрий Маринин, «генерал»

## Критика
Это любопытный и редкий фильм, в котором взрывная красота Сильваны Пампанини (уже ласково прозванный итальянцами Niní Pampan) используется для создания женской фигуры, созданной великим русским драматургом, но здесь попавшую в итальянскую реальность 50-х годов.
Оригинальный текст (итал.)Si tratta di una curiosa e rara pellicola nella quale l’esplosiva bellezza della Pampanini (già affettuosamente soprannominata dagli italiani Niní Pampan) viene utilizzata per dar corpo a figure femminili create dal grande drammaturgo russo ma qui calate nell’italica realtà degli anni cinquanta.
— Instituto de Cultura de Barcelona, 2007
Марсель Давинотти в рецензии отметил, что фильм неравномерный из-за разной игры актёров: если вначале это неплохая комедия разыгрываемая Сорди и де Сика, то к финалу она слабеет:

Витторио Де Сика как всегда безупречен, обладал актерским мастерством высшей школы. Это не очень весело, но это определенно шоу…. персонаж Ренато Рашель немного добавляет к юмору Альберто Сорди и де Сики, а финальные тщеславия — просто утрированые неуместные комические усилия.
Оригинальный текст (итал.)Vittorio De Sica come sempre impeccabile, in possesso di una recitazione da teatro di alta scuola. Non diverte molto ma è sicuramente uno spettacolo. ...Rascel... Il suo è un personaggio che stona un po' con il calcolato umorismo di Sordi e De Sica e i vaneggiamenti finali sono solo forzature comiche malriuscite.